# 2000 في روسيا
فيما يلي قوائم الأحداث التي وقعت خلال عام 2000 في روسيا.

## سياسة

### تعيين في المنصب
- 1 يناير – ميخائيل كاسيانوف رئيس وزراء روسيا،First Deputy Prime Minister of Russia [الإنجليزية]‏.
- 7 مايو – فلاديمير بوتين رئيس روسيا.

### انتهاء فترة المنصب
- 7 مايو – فلاديمير بوتين رئيس وزراء روسيا.
- 17 مايو – ميخائيل كاسيانوف First Deputy Prime Minister of Russia [الإنجليزية]‏.

## ظهور
- 1 يناير – 1 ضد 100

## مواليد

### يناير
- 1 يناير – نينا كرافيز

## وفيات

### يناير
- 3 يناير – فيكتور كولوتوف (مواليد 1949) لاعب كرة قدم.

### فبراير
- 1 فبراير – يوري ميليخوف (مواليد 1937) دراج روسي.
- 20 فبراير – أناتولي سوبتشاك (مواليد 1937)

### أبريل
- 24 أبريل – جورج فولكوف (مواليد 1914) فيزيائي كندي.

### يوليو
- 24 يوليو – أناتولي فيرسوف (مواليد 1941)

### سبتمبر
- 20 سبتمبر – جيرمان ستيبانوفيتش تيتوف (مواليد 1935)
- 21 سبتمبر – ليونيد روغوزوف (مواليد 1934)
- 30 سبتمبر – إرنو بآسيلينا (مواليد 1935)

### نوفمبر
- 18 نوفمبر – قسطنطين كريجفسكي (مواليد 1926) لاعب كرة قدم روسي.